# منتخب النرويج تحت 18 سنة لهوكي الجليد للرجال
منتخب النرويج تحت 18 سنة لهوكي الجليد للرجال هو ممثل النرويج الرسمي في المنافسات الدولية في هوكي الجليد
.

## وصلات خارجية
- الموقع الرسمي